# 金星站 (昆明市)
金星站是一个位于中华人民共和国云南省昆明市盘龙区金辰街道北京路地下，属于昆明地铁2号线的地铁车站。本站自2014年4月30日开通运营。
该站曾因肺炎疫情于2020年1月30日停运，3月18日恢复运营。

## 车站楼层
| 地面层          | 街道                                     | A-C2出入口                                         |
| 地下一层 站厅层 | 站厅                                     | 票务服务、自动售票机、一卡通充值、安检、进出站闸机 |
| 地下二层 站台层 |                                          | █ 2号线往北部汽车站（北辰）                        |
| 地下二层 站台层 | 岛式站台，左侧開门                       |                                                    |
| 地下二层 站台层 | █ 2号线往大学城南/昆明南火车站（白云路） |                                                    |

## 出口
该站设有一共有4个出口：
|                           |                  |      |
| 编号                      | 建议前往的目的地 | 照片 |
| 出口 · A                  |                  |      |
| 出口 · B                  |                  |      |
| 出口 · C · 1              |                  |      |
| 出口 · C · 2 · 升降机标志 |                  |      |
| 註： 設有                 |                  |      |

## 车站周边
- 宏实园
- 华秋园
- 景秀花园
- 昆明市人民检察院